# Check-point (roman)
Pour les articles homonymes, voir Checkpoint.
Check-point est un roman de Jean-Christophe Rufin paru le 10 avril 2015 aux éditions Gallimard.

## Résumé
Cette fiction romanesque se déroule essentiellement dans la Bosnie durant la Guerre de Bosnie-Herzégovine, lors de la partition de la Yougoslavie entre 1992 et 1996, plus précisément en hiver 1995. Mais c'est « seulement un exemple de chaos », évitant l'anecdotique, et tout « exotisme africain ou asiatique : C'est l'Europe qui se déchire ».
Un petit convoi humanitaire d'une ONG de Lyon se rend à la centrale thermique de Kakanj, où sont réfugiées cinq cents victimes de guerre, protégées par les troupes onusiennes, contre tout nouveau risque de massacre. Les deux camions transportent médicaments, nourriture et vêtements, avec toutes les autorisations de l'ONU.
Les cinq personnages sont les conducteurs des deux camions, deux jeunes humanitaires, plutôt candides, Lionel (chef de convoi), Maud (seule femme, en première mission), un homme mûr assez ambigu, Vauthier, et deux jeunes anciens militaires, Marc (engagé) et Alex (appelé), qui ont tous deux servi peu avant à Kakanj comme Casques bleus. Pour les cinq personnages, quasiment reclus dans les cabines des camions, les conditions de voyage sont spartiates, éprouvantes physiquement et psychologiquement. Dès le premier check-point, chacun doit adopter le profil bas alors que les tensions s'exaspèrent. Chacun découvre l'autre, et chacun se découvre à l'autre, et à soi-même, pour le meilleur et pour le pire.
Dans une brève postface l'auteur présente ses positions de 2015 sur l'humanitaire européen (ou occidental), sur l'Europe : « Il y a dans ce passé déjà lointain un peu de notre présent et, je le crains, beaucoup de notre futur ».

## Éditions
Édition imprimée originale
- Jean-Christophe Rufin, Check-point : roman, Paris, éd. Gallimard, 10 avril 2015, 386 p., 21 cm (ISBN 978-2-07-014641-3, BNF 44313243)

Édition en gros caractères
- Jean-Christophe Rufin, Check-point, Versailles, éd. Feryane, coll. « Roman », septembre 2015, 455 p., 21 cm (ISBN 978-2-36360-313-5, BNF 44418535)

Livre audio
- Jean-Christophe Rufin, Check-point, Paris, éd. Gallimard, coll. « Écoutez lire », 22 octobre 2015 (ISBN 978-2-07-010250-1)Texte intégral ; narrateur : Thierry Hancisse ; support : 2 disques compacts audio MP3 ; durée : 8 h 30 min environ ; référence éditeur : A10250. La notice BnF n'est pas encore disponible.